# Lubień (województwo dolnośląskie)
Lubień (niem. Libenau) – wieś w Polsce położona w województwie dolnośląskim, w powiecie legnickim, w gminie Legnickie Pole.
W latach 1975–1998 miejscowość administracyjnie należała do województwa legnickiego.

## Nazwa
W kronice łacińskiej Liber fundationis episcopatus Vratislaviensis (pol. Księga uposażeń biskupstwa wrocławskiego) spisanej za czasów biskupa Henryka z Wierzbna w latach 1295–1305 miejscowość wymieniona jest w zlatynizowanej formie Lypen.

## Zabytki
Do wojewódzkiego rejestru zabytków wpisany jest:
- pałac, z 1607 r., przebudowany w 1700 r. i w XX w.